# Ponnyexpressen

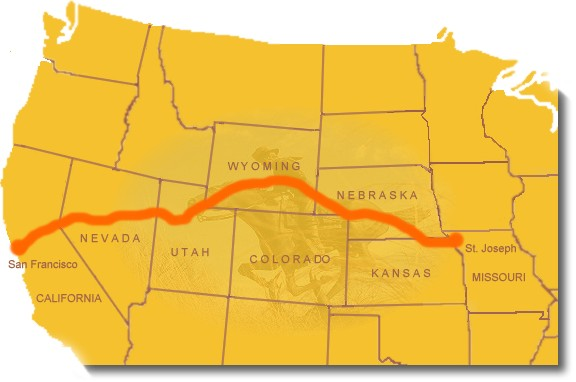
Karta över ponnyexpressens rutt.

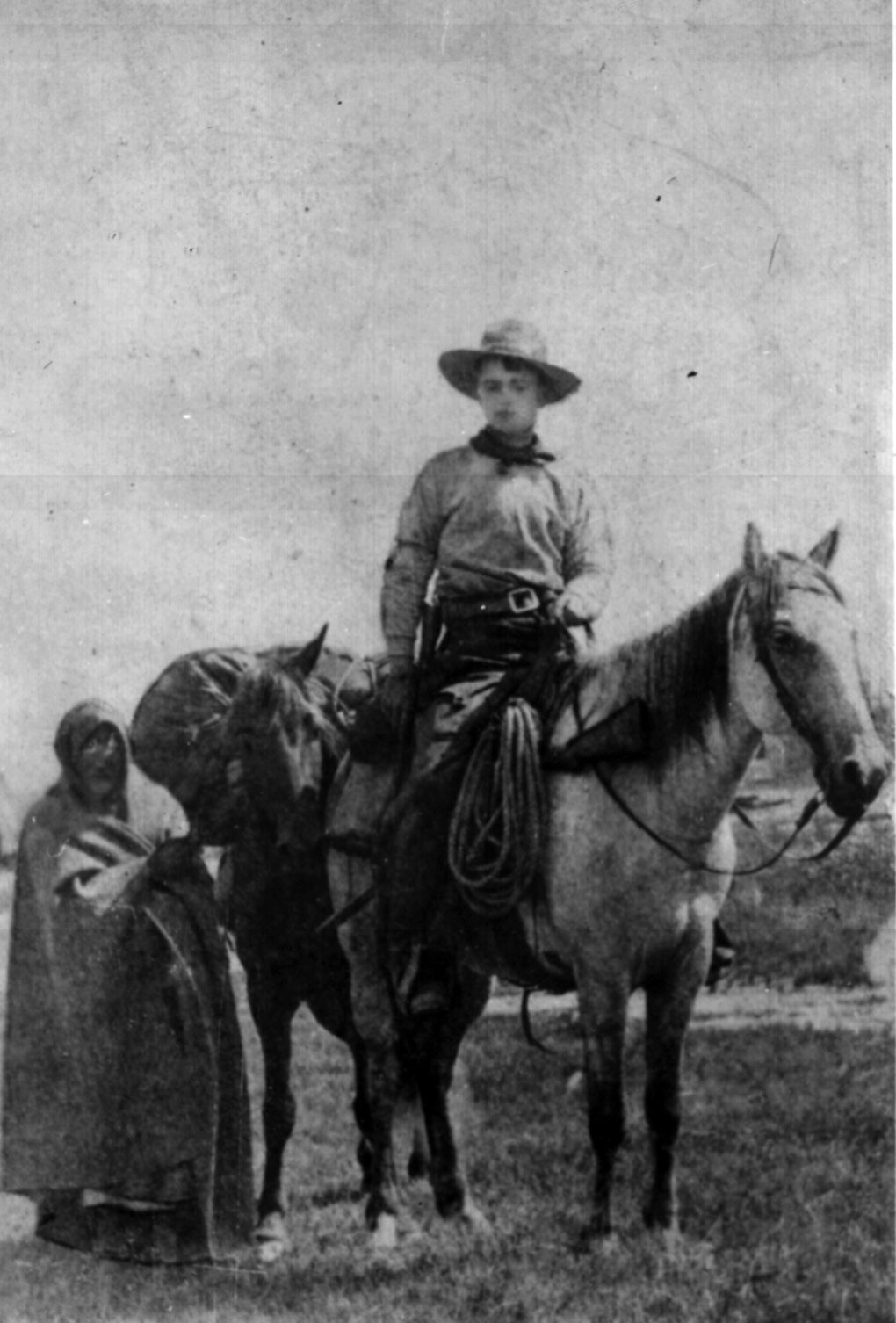
Ponnyexpressryttare, cirka 1861.

Ponnyexpressen (engelska: Pony Express) var den första snabba transkontinentala postservicen i Nordamerika.

## Historik
Post skickades via häst och ryttare i USA mellan 3 april 1860 och 24 oktober 1861. Rutten, som gick mellan Saint Joseph, Missouri och Sacramento, Kalifornien omfattade åtta delstater, 150-190 stopp och med längden 1.966 miles, 3.163 km. Ryttarna, som var mellan 80 och 100 till antalet, var mellan 11 och 40 år gamla och fick inte väga mer än 56 kg. En av ryttarna var Buffalo Bill.
Ryttarna bytte häst ungefär var tjugonde kilometer och ryttare byttes ungefär efter 150 kilometer. Varje full rutt tog vanligtvis ungefär 10 dagar, även om invigningstalet från USA:s dåvarande president Abraham Lincoln fraktades på 7 dagar och 17 timmar.
Trafiken upphörde två dagar efter att byggandet av den första transkontinentala telegraflinjen slutfördes i oktober 1861 och bolaget auktionerades ut i mars 1862 med 200 000 dollar i förlust. Köparen, Ben Holladay, sålde 1866 vidare till Wells Fargo för 2 000 000 dollar. I maj 1869 tillkom även Transamerikanska järnvägen.

## Ponnyexpressen i populärkultur
I serierna om Lucky Luke handlar det ibland om Ponnyexpressen (bland annat i albumet med samma namn, på svenska 1989).
År 1970 hade Johnny Johnson & His Bandwagon stor framgång med sången "Blame it on the Pony Express", komponerad av Tony Macaulay, Roger Cook och Roger Greenaway.